# Микруцикос, Танос
Танос Микруцикос  ( Θάνος Μικρούτσικος, 13 апреля 1947, Патры — 28 декабря 2019) — греческий композитор и политический деятель.

## Биография
Танос (Афанасиос) Микруцикос родился 13 апреля 1947 года в городе Патры. Учился игре на фортепиано в «Филармоническом обществе Патр» и в «Греческой консерватории».
Одновременно учился на математическом факультете Афинского университета.
Свою деятельность в качестве композитора начал в конце 60-х годов, но впервые представил свои работы в 1975 году, в диске Политические песни. Продолжил свою деятельность в качестве композитора левой политической ориентации, написав музыку к стихам Я. Рицоса, В. Маяковского, М. Элефтериу, Б. Брехта и др. поэтов.
Его диски «Кантата о Макронисосе», «Fuenteovejuna» к пьесе Лопе де Вега, «Тропарь для убийц», «Музыкальный акт по Брехту» — характерны для радикальной атмосферы периода 1975—1978, последовавшего после падения военного режима. В частности, в авангардистской для того периода «Кантате о Макронисосе», композитор экспериментировал с Атональностью. «Кантата о Макронисосе» была отмечена призами на международных фестивалях.
Значительным этапом в его последующем творчестве стал диск Южный Крест, на стихи поэта-моряка Никоса Каввадиаса. В определённой степени, своей сегодняшней популярностью поэзия Каввадиаса обязана музыке Микруцикоса.
Композитор продолжал писать музыку для театра, электронную и атональную музыку, в частности, музыку к стихам Я. Рицоса, А. Алкеоса, К. Триполитиса, Франсуа Вийона, К. Кавафиса и др. поэтов. Он также представил свою оперу Элени и написал музыку к «Сказкам для детей (и умных взрослых!)».
Среди исполнителей его песен числятся такие известные имена как Мария Димитриади, Харис Алексиу, итальянка Мильва, Манолис Мициас, Димитрис Митропанос, Василис Папаконстантину и др.
Микруцикос получил известность за пределами Греции. Написал музыку для пьес, поставленных в Бельгии, Франции, Великобритании, Италии, США, Швейцарии, Германии, Румынии, Австралии и др. странах. В своей деятельности он освободил форму греческой песни, добавив элементы из западно-европейской традиции модернизма и классицизма, экспериментируя также смешиванием тональных и атональных элементов. Был художественным руководителем «Общества Новой Музыки» и «Музыкальный Аналой». Микруцикос также являлся организатором Международного фестиваля Патр (с 1986 года).

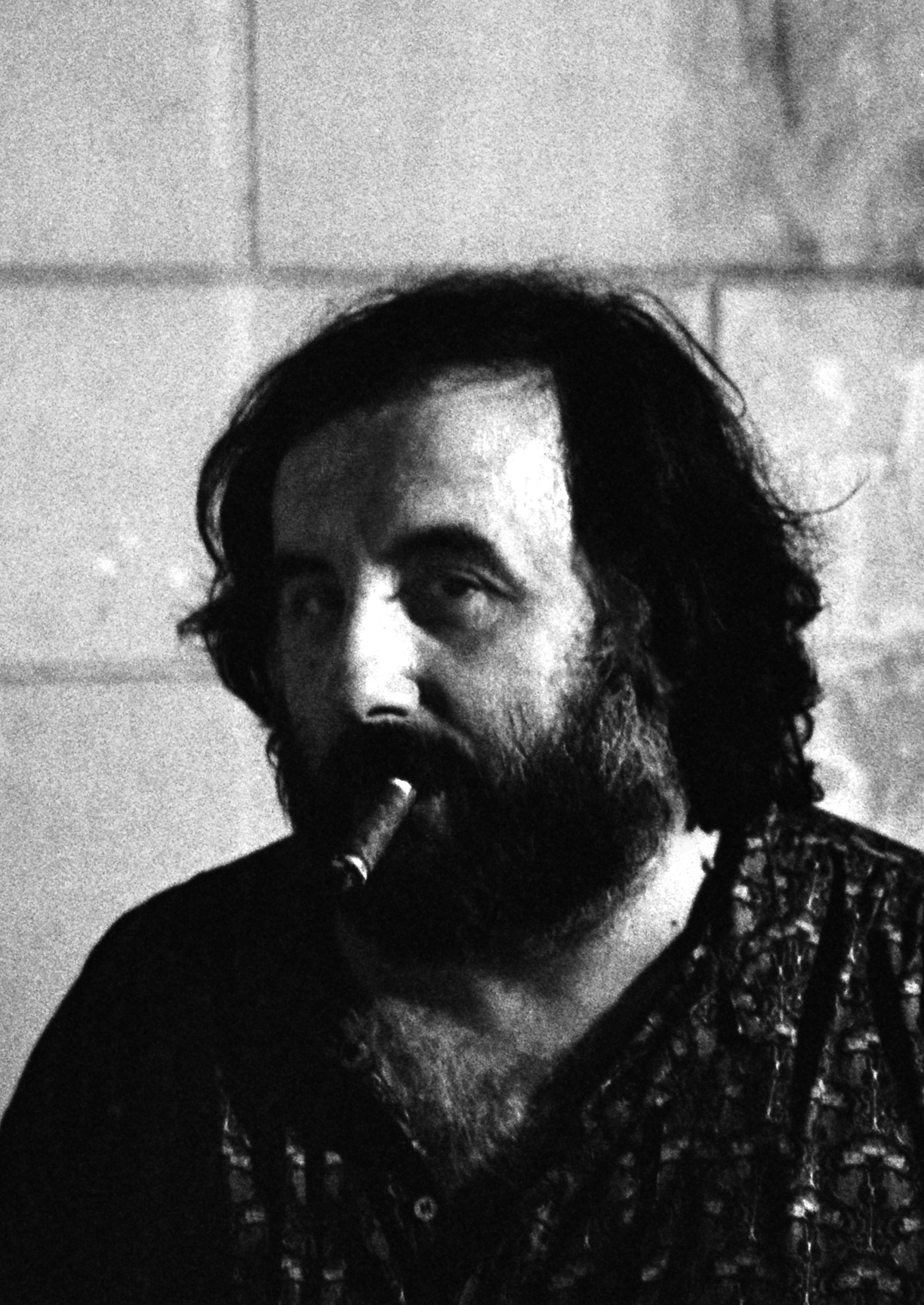
Микруцикос в Афинах (1991)

Танос Микруцикос умер 28 декабря 2019 года в Афинах. В течение длительного времени он болел раком.

## Политик
Отец Микрутсикоса стал коммунистом, а сам он с юных лет был близок к Единой демократической левой партии (ЭДА) и состоял в организации «Молодёжь Ламбракиса». В период диктатуры он участвовал в восстании в Политехническом институте, после её падения был политически близок к маоистскому Революционно-коммунистическому движению Греции (ЕККЕ). Затем Микруцикос был членом Коммунистической партии Греции. 
Однако в 1984 году был исключён из рядов партии, по причине идеологических разногласий и сблизился с социалистами из ПАСОК.
При этом он остался близок своим бывшим товарищам. 
Он был приглашён на гастроли в США, для чего подготовил специальную версию своего «Южного Креста».
Однако после того как он отказался заполнить графу «были Вы или Ваши родственники членами коммунистических или смежных им организаций», считая это унизительным и предательством своих товарищей, ему было отказано в въезде и гастроли были сорваны.
В последнем правительстве социалиста Андреаса Папандреу (1993—1996) Микруцикос принял пост заместителя министра культуры.
Через год, в 1994 году, после смерти Мелины Меркури, он стал министром культуры и оставался на этом посту до 1996 года.
В 1996 году женился на Марии Папаянни.
В конце 2014 года Микруцикос заявлял: «сегодня я марксист, как никогда раньше».
На референдуме июля 2015 года он призывал греческий народ голосовать против ультиматума ростовщиков и директората ЕС.
В последние годы своей жизни он вновь встал на сторону КПГ. В 2018 году он дал три больших концерта по случаю 100-летия партии, представив после десятилетий своего произведения «Кантата для Макронисоса — исследование на стихи Владимира Маяковского». 

## Дискография[11]
- 1972 Мы разбитые гитары/ Дон Кихоты (Είμαστε κάτι ξεχαρβαλωμένες κιθάρες / Οι Δων Κιχώτες — 7" (Minos)
- 1975 Политические песни (Πολιτικά τραγούδια (Lyra)
- 1976 Кантата о Маконисосе/ Посвящение стихам Владимира Маяковского (Καντάτα για την Μακρόνησο/Σπουδή σε ποιήματα του Βλαδίμηρου Μαγιακόβσκη (Lyra)
- 1977 Fuenteovejuna (Lyra)
- 1977 Тропарь для убийц (Τροπάρια για φονιάδες (Lyra)
- 1978 Песни свободы (Τραγούδια της λευτεριάς (Lyra)
- 1978 Музыкальный акт по Брехту (Μουσική πράξη στον Μπέρτολτ Μπρέχτ (Lyra)
- 1979 Южный Крест (Ο σταυρός του νότου (Lyra)
- 1980 Еврипид IV Ευριπίδης IV (Lyra)
- 1981 Леонтис и Микруцикос — концерты 81 (Λεοντής-Μικρούτσικος: Συναυλίες 81 (CBS)
- 1982 Эмбарго (Εμπάργκο (CBS)
- 1983 Эскиз — Старик Александрии (К. Кавафис) (‘Ιχνογραφία- Ο γέρος της Αλεξάνδρειας (CBS)
- 1983 Арапы прекратите на миг махать мечом (из Гимна Свободе Дионисия Соломоса) (Αραπιά για λίγο πάψε να χτυπάς με το σπαθί (CBS)
- 1984 Виктор — Виктория (Βίκτωρ-Βικτωρία (CBS)
- 1985 Противоречия (Αντιθέσεις (ΕΤ.ΝΕ.Μ.)
- 1985 Дуэт для альта саксофона и электрического баса (Ντούο για άλτο σαξόφωνο και ηλεκτρικό μπάσο (ΕΤ.ΝΕ.Μ.)
- 1986 Любовь это головокружение (Η αγάπη είναι ζάλη (ΜΙΝΟS), Харис Алексиу
- 1987 Посвящение Маносу Лоизосу — Ночь с цветными тенями (Στον Μάνο Λοϊζο-Νύχτα με σκιές χρωματιστές (ΜΙΝΟS)
- 1988 Всё руками сожжённое (Όλα από χέρι καμένα (ΜΙΝΟS)
- 1989 Эллада после аорты (Ελλάς κατόπιν αορτής (CBS)
- 1989 Сколько длится одно кофе (Όσο κρατάει ένας καφές (ΜΙΝΟS)
- 1990 Для фортепиано и голоса (Για πιάνο και φωνή (ΜΙΝΟS), Димитра Галани
- 1990 Этот одеколон сохраняется годы (Κρατάει χρόνια αυτή η κολώνια (ΜΙΝΟS), Харис Алексиу
- 1991 Линии горизонтов (Γραμμές των οριζόντων (ΜΙΝΟS)
- 1992 Извинение за оборону (Συγνώμη για την άμυνα (ΜΙΝΟS)
- 1992 Music for two (ΜΙΝΟS)
- 1994 Volpe d' amore (ΕΜΙ), Мильва
- 1996 Сказки голубой линии (Τα παραμύθια της γαλάζιας γραμμής (ΜΙΝΟS)
- 1996 В хижине века (Στου αιώνα την παράγκα (ΜΙΝΟS), Димитрис Митропанос
- 1997 Поэзия с музыкой (Ποίηση με μουσική (ΕΜΙ)
- 1997 История Лулу (Η ιστορία της Λούλου (ΕΜΙ)
- 1997 Ищи в нашей мечте (Ψάξε στ' όνειρο μας (ΜΙΝΟS)
- 1998 В объятиях (Στην αγκαλιά της άκρης (ΕΜΙ)
- 1998 Т (анос Микруцикос поёт Таноса МикруцикосΟ Θάνος Μικρούτσικος τραγουδά Θάνο Μικρούτσικο (ΕΜΙ)
- 1998 For sax and strings and love and dreams (Agora)
- 1998 Slow motion (ΕΜΙ)
- 1999 The return of Helen (ΕΜΙ)
- 1999 Море у лестницы (Θάλασσα στη σκάλα (ΜΙΝΟS)
- 2000 Рогатка (Σφεντόνα Live)
- 2000 Танос Микуцикос в Лире (Ο Θάνος Μικρούτσικος στη Λύρα)
- 2000 В Рогатке (Live Στη Σφεντόνα MINOS EMI)
- 2001 Любовник бесконечности (Του Απείρου Εραστής)
- 2001 Dance and Memories EMI Classics
- 2001 Дамы Таноса Микруцикоса (Οι Κυρίες Του Θάνου Μικρούτσικου (MINOS EMI)
- 2001 На своей земле я абсолютно Чужой (Στον Τόπο Μου Είμαι Τέλεια Ξένος (MINOS EMI)
- 2002 То что мы пели (Αυτά Που Τραγουδήσαμε (MINOS EMI)
- 2002 Все лица (Ολα Τα Πρόσωπα (MINOS EMI)
- 2002 Гамлет Луны (Ο Άμλετ Της Σελήνης (MINOS EMI)
- 2004 Ходящий по канату (Σχοινοβάτης (MINOS EMI)
- 2006 Прекрасно одинокие (Υπέροχα Μονάχοι (Legend)
- 2007 Это не странно ? (Παράξενο δεν είναι ;)
- 2009 Возвращайся (Кавафис) (Επέστρεφε(Καβάφης)
- 2009 Они мне надоели (Τους Έχω Βαρεθεί (Legend), Σε Συνεργασία με τα Υπόγεια Ρεύματα)
- 2014 Всё что ты помнишь не умирает (Ό'τι Θυμασαι Δεν Πεθαίνει (MINOS EMI/UNIVERSAL),

## Участие в совместной дискографии
- 1980 Сводка погоды (Δελτίο καιρού (CBS)
- 1981 Партизанские песни (Τα αντάρτικα (Lyra)
- 1983 Эти вечера (Αυτά τα βράδια (CBS)
- 1988 Песни театра (Τραγούδια από το θέατρο (Lyra)
- 1995 Вздох или искусство сердца (Ανάσα η τέχνη της καρδιάς (Polydor)
- 1999 Аромат времени (Το άρωμα του χρόνου (ΕΜΙ)
- 2000 В конце одного поцелуя (Στην άκρη ενός φιλιού)